# Supetarski ulomak
Supetarski ulomak, fragment kamene vapnenačke grede s ćiriličnim i glagoljičnim natpisom, otkriven 1986. među kamenjem urušenoga južnog samostanskog zida u Svetom Petru u Šumi. Samostan je najprije bio benediktinski, a od XV. st. pavlinski. Natpis prema paleografskim obilježjima slova potječe iz XII. st., iz formativnog razdoblja hrvatske glagoljice. Sastoji se od dvaju redaka. U prvom je retku ćirilicom, nešto većim slovima, koja su vjerojatno uklesana prije glagoljičnih i od druge ruke, zapisano »АМЕNЪ«, što može biti završetak neke molitve ili zaziva. Ćirilično slovo a na tom natpisu slično je dubletskom a na Bašćanskoj ploči: to je zapravo grčko α (očekivalo bi se, stoga, »amin«). U drugom je retku hrvatskom uglatom glagoljicom ispisano muško ime »IÊKOVЪ M«.